# Marko Bralić
Marko Bralić (Split, 9. kolovoza 1974.) hrvatski je klapski pjevač, osnivač i organizacijski voditelj Klape Hrvatske ratne mornarice "Sveti Juraj".

## Životopis
Dugogodišnji je član Kantača, pučkih crkvenih pjevača župe Svetog Ivana Krstitelja u Kaštel Starom i Mješovitog župnog zbora Kaštel Stari gdje stječe prva pjevačka iskustva.
1990. godine postaje i aktivan član Hrvatskog pjevačkog društva „Bijaćka vila“ iz Kaštela pod umjetničkim vodstvom prof. Vladana Vuletina.
Od 1996. do 2002. bio je prvi tenor klape „Vokalisti Salone“ iz Solina s kojima je nastupao na brojnim festivalima u zemlji i svijetu. Pod umjetničkim vodstvom maestra Ljube Stipišića Delmate i prof. Vladana Vuletina osvojili su brojne nagrade među kojima ”Zlatnu plaketu” na međunarodnom natjecanju zborova u Veroni 2000. godine, Srebrnu medalju na međunarodnom natjecanju u Barceloni 2001. "Europa its songs"  i Srebrnu plaketu na Natjecanju pjevačkih zborova u Zagrebu 1998. godine.
Klapu „Sveti Juraj“ osniva 2001. godine na poticaj Vojnog ordinarijata u Repulici Hrvatskoj  s ciljem predstavljanja Hrvatske vojske na međunarodnom susretu vojski svijeta u Lourdesu. U klapi je solist drugi tenor.
Zajedno s dirigentom Tonćem Ćićerićem i bojnikom Milanom Milasom inicijator je zajedničkih koncerata klape "Sveti Juraj" s Orkestrom HRM-a po zemlji i inozemstvu koje mnogi glazbeni kritičari prepoznaju kao istinske glazbene spektakle hrvatskih mornara.
Osim s navedenim ansamblima iznimnu dugogodišnju suradnju ostvaruje s Tamburaškim orkestrom HRT-a pod ravnanjem maestra Siniše Leopolda, Jazz-orkestrom HV-a, Simfonijskim puhačkim orkestrom HV-a, Varaždinskim tamburaškim orkestrom i brojnim drugima.
Predsjednica Kolinda Grabar-Kitarović odlikovala ga je Spomenicom domovinske zahvalnosti 2019. godine.

## Nagrade i priznanja
S klapom HRM-a „Sveti Juraj“ ostvaruje brojne uspjehe, nagrade i priznanja u zemlji i inozemstvu, među kojima se posebno ističu:
- Red hrvatskog trolista – odlikovanje za osobite zasluge u promicanju ugleda Republike Hrvatske i Hrvatske vojske koju joj je uručio hrvatski predsjednik Zoran Milanović 4.kolovoza 2022. na tvrđavi u Kninu povodom Dana pobjede, domovinske zahvalnosti i dana hrvatskih branitelja
- Porin 2022. – glazbena nagrada za album 'Plovit se mora' u kategoriji najboljeg albuma pop-folklorne glazbe izdanom povodom 20 godina osnivanja i rada klape
- Grand prix Festivala zabavne glazbe Split 2019. – 1. nagrada publike i stručnog ocjenjivačkog suda u suradnji s Goranom Karanom i Tedijem Spalatom za pjesmu Kuća naše pisme[3]
- Zlatna plaketa Udruge 100% hrvatskih vojnih invalida 1. skupine za promicanje vrijednosti Domovinskog rata 2021. godine
- 1. nagrada publike – sveukupni pobjednik 3. festivala marijansko-duhovne-klapske pjesme "Klape Gospi Sinjskoj" 2011 godine
- 1. nagrada stručnog ocjenjivačkog suda i nagrada za najbolju dalmatinsku pismu na međunarodnom festivalu "Marko Polo" u Korčuli 2010., za pjesmu "Zapivaj klapo moja"
- Grand prix Festivala zabavne glazbe Split 2009. i treća nagrada stručnog ocjenjivačkog suda u suradnji s Đanijem Stipaničevim za pjesmu Mali Paškin[4]
- Pozlaćeni povijesni grb grada Skradina – 1. nagrada stručnog ocjenjivačkog suda za najbolju izvedbu izvorne klapske pjesme na 29. susretu dalmatinskih klapa u Skradinu 2008.
- Zlatna plaketa Pelerinage Militaire International – PMI u povodu 50. obljetnice Međunarodnog susreta vojski svijeta u Lourdesu, za izniman doprinos i sudjelovanje u internacionalnom programu 2008. godine
- Zlatna plaketa s kadenom Mare nostrum Croaticum za iznimno očuvanje i promicanje nacionalnog, kulturnog, povijesnog i vjerskog dobra hrvatskog naroda u svijetu
- Srebrna kula Cambi (druga nagrada publike) na večeri „Kaštelanski đir“ 2005.
- 1. nagrada (osvojeno zlato) na međunarodnom festivalu u Boleslawiecu (Poljska) 2002. godine

## Vanjske poveznice
- Film o Klapi Hrvatske ratne mornarice Sveti Juraj